# 萩原信芳

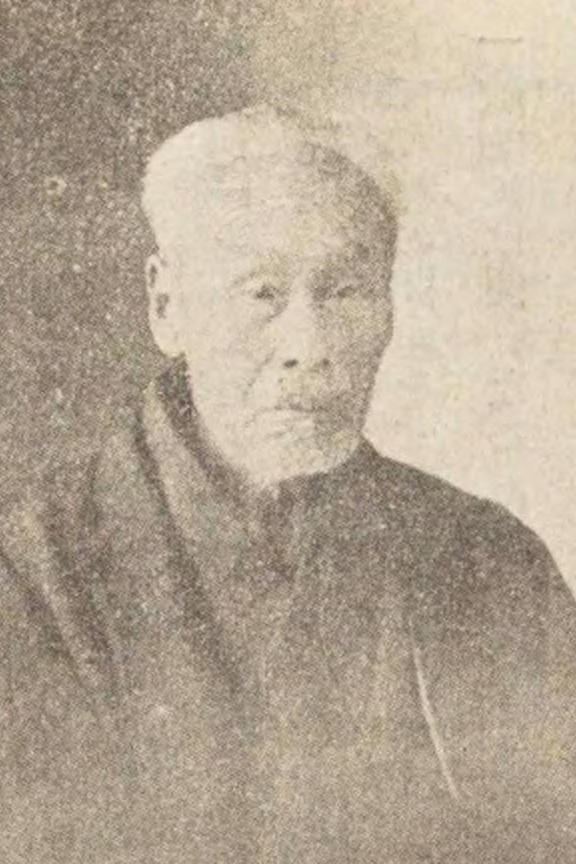
萩原信芳（禎助）

萩原 信芳（はぎわら のぶよし、文政11年4月8日（1828年5月21日） - 明治42年（1909年）11月28日）は、江戸時代後期から明治時代の和算家（数学者）。通称は禎助、字は徳卿、号は湖山、俳名可朴。

## 生涯
上野国勢多郡関根村（現・群馬県前橋市関根町）の農家の長男として生まれる。先祖は新田氏であると伝わる。天保7年（1836年）から同村の小泉鐘豊に教えを受け、さらに同村の養田鱗斎（1796年 - 1876年）に初等数学を学ぶ。また上小出村（現・前橋市上小出町）の藍沢無満（1774年 - 1864年）より国学・儒学を教わった。
嘉永4年（1851年）から群馬郡板井村（現・佐波郡玉村町板井）の斎藤宜義（1816年 - 1889年）に師事し本格的に和算を学ぶ。文久元年（1861年）に宜義から三題免許を与えられた。家業が農業であったため夜間に勉学を行ったという。
明治10年（1877年）から原小学校訓導、翌年4月から群馬県師範学校教師を勤めた。
明治17年（1884年）から東京大学理学部教授・菊池大麓の招きにより東京大学で4年間和算書の調査を行った。
明治42年（1909年）11月28日、82歳で死去。法名は算学院寿徳明阿居士。
没後、元文年間以降の和算書78本中の難題の解法解説を示した『蠡管算法』が出版された。
安政5年（1858年）に前橋八幡宮に算額を奉納しているが、前橋空襲で焼失し現存しない。弟子は少なく、免許を与えられたのは勢多郡深山村（現・渋川市赤城町深山）の須田浅造由親（1835年 - 1906年）しか確認されていない。茨城県の弟子・三又柳見斎（白澤寅之介）は昭和2年（1927年）に算学を笠間市小原の小原神社に奉納している。

## 著書
- 『算法方円鑑』文久2年（1862年）NDLJP:829191
- 『算法円理私論』慶応2年（1866年）NDLJP:829116
- 『円理算要』明治11年（1878年）NDLJP:829017 - 柳楢悦が序を書いている。
- 『蠡管算法』明治43年（1910年）NDLJP:829430 - 関流正統七伝・川北朝鄰が序を書いている。